# Krazzy 4
Krazzy 4  est un film indien réalisé par Jaideep Sen, sorti en 2008. Il s'agit du remake du film américain Une journée de fous.

## Synopsis
Le docteur Sonali est psychiatre. Elle s’occupe de quatre patients, aux pathologies différentes. Un coléreux, un obsédé de la propreté, un muet et un patriote qui croit toujours que l’Inde vit sous l’impérialisme britannique.
Elle les amène assister aux célébrations marquant la Fête nationale. Auparavant elle doit prendre des documents importants pour son mari, mais elle se fait enlever. Commence de drôles de péripéties, quand les quatre patients décident de retrouver leur médecin.

## Fiche technique
- Réalisateur : Jaideep Sen
- Pays d'origine :  Inde
- Année : 2008
- Genre : Comédie
- Compositeur : Rajesh Roshan
- Durée : 115 minutes

## Distribution
- Shahrukh Khan Invité
- Irfan Khan
- Suresh Menon
- Arshad Warsi
- Diya Mirza
- Juhi Chawla